# Clifford G. Shull

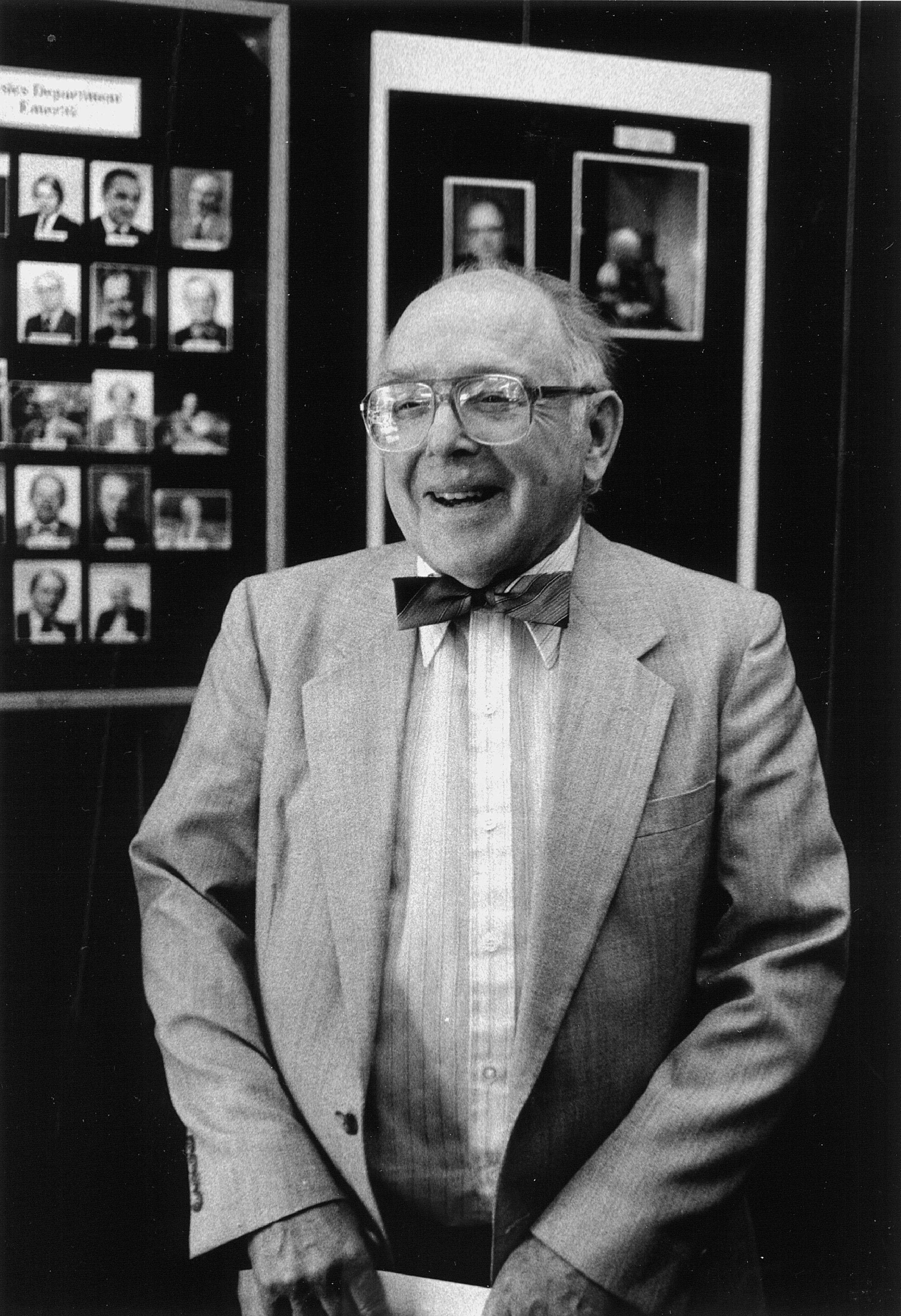
En glad Clifford G. Shull 1994.

Clifford Glenwood Shull, född 23 september 1915 i Pittsburgh, Pennsylvania, död 31 mars 2001 i Medford, Massachusetts, var en amerikansk fysiker som mottog Nobelpriset i fysik 1994. Han fick priset med motiveringen "för pionjärinsatser vid utvecklingen av neutronspridningsmetoder för studier av kondenserad materia" och "för utvecklingen av neutrondiffraktionstekniken". Han delade priset med kanadensaren Bertram N. Brockhouse.
Shull avlade doktorsexamen vid New York University 1941. Han var forskare vid Oak Ridge National Laboratory 1946–1955 och därefter professor 1955–1986 vid Massachusetts Institute of Technology (MIT) i Cambridge, USA.
Neutrondiffraktionstekniken innebär att man bestrålar ett preparat, som man vill studera, med en stråle av neutroner som alla har samma våglängd. När neutronerna träffar atomkärnorna i preparatet, sprids de åt alla håll i ett mönster som kan fotograferas och tolkas. Mönstret ger information om atomkärnorns relativa positioner och kan därför användas för att studera atomstrukturen hos olika material.